# Штир (вспомогательный крейсер)
«Штир» (нем. Stier) — немецкий вспомогательный крейсер времён Второй мировой войны. HSK-6, бывшее грузовое судно «Каир» (нем. Cairo), в германском флоте обозначался как «Судно № 23», во флоте Великобритании — «Рейдер „J“». Прекратил активные действия 27 сентября 1942 после боя с вооруженным транспортом США «Стивен Хопкинс». Команда вернулась в Германию.

## История создания
Судно было построено в 1936 году на верфи «Германиаверфт» и использовалось «Линией Атлас Левант».
После начала войны, в ноябре 1939 года, «Каир» был передан кригсмарине. Первое время использовался в качестве вспомогательного судна на Балтике, затем был переоборудован в минный заградитель и по плану должен был участвовать в операции «Морской лев».
Весной—летом 1941 на верфи в Роттердаме был переоборудован во вспомогательный крейсер и вошёл в этом качестве в состав флота 9 ноября 1941 года под именем «Штир».

## Боевые действия

### Рейдерский поход

#### Прорыв через Ла-Манш
12 мая 1942 корабль под командой капитана цур зее Хорста Герлаха покинул Роттердам и с сильным охранением направился в Ла-Манш. На следующий день произошёл бой с британскими торпедными катерами, при этом один из них был потоплен, немцы потеряли два миноносца. Тем не менее, «Штиру» всё-таки удалось достигнуть французского Руайана, где он пополнил боезапас. Через несколько дней он уже держал курс на юг.
Это был последний удавшийся прорыв немецкого рейдера из Германии в Атлантику, все последующие попытки окончились неудачей.

#### Атлантика
В течение двух недель крейсирования в центральной части Атлантического океана не было встречено ни одного судна, 4 июня капитану Герлаху всё же улыбнулась удача в виде британского сухогруза «Гемстоун», следующего с грузом железной руды из Южной Африки в США. После предупредительных выстрелов судно остановилось, команда была с него снята, а само судно потоплено.
Спустя два дня был атакован танкер «Стэнвэк Калькутта», шедший под флагом Панамы. Он попытался отстреливаться, при этом было ранено два члена экипажа рейдера. Сам танкер был сильно повреждён огнём «Штира», погибло 14 человек, включая капитана судна. Оставшихся в живых членов экипажа подобрали на борт рейдера, а само судно добили торпедой. За оказанное сопротивление «Стэнвэк Калькутта» позже получил от Морской администрации США статус «Героическое судно» (англ. Gallant Ship).
10 июня «Штир» дозаправился с судна снабжения «Шарлотта Шлиманн», передав туда пленных с потопленных судов.
Началось длительное бесплодное плавание по Атлантике. Произошедшая в начале июля поломка имевшихся на борту самолётов существенно уменьшила разведывательные возможности рейдера. 27 июля «Штир» опять заправился с «Шарлотты Шлиманн», а через два дня встретился с другим вспомогательным крейсером — «Михелем». Капитаны кораблей договорились о совместных действиях, однако они не принесли успеха.
9 августа был замечен британский сухогруз «Дэлхауз». В ответ на требование остановиться он открыл огонь, но после короткой перестрелки загорелся и, как и предыдущие жертвы немецкого рейдера, был добит торпедой. Опасаясь, что посланный судном сигнал мог быть принят военными кораблями противника «Штир», как и «Михель», покинул этот район океана, пути кораблей окончательно разошлись.
Весь следующий месяц рейдер тщетно обшаривал центральную часть Атлантического океана в поисках добычи. Попытка пристать к острову Гоф для мелкого ремонта тоже не удалась, помешало сильное волнение. Последний раз дозаправившись с «Шарлотты Шлиманн», Герлах продолжил поиски.

#### «Стивен Хопкинс»
27 сентября, находясь в Карибском море вблизи Суринама, рейдер был занят погрузкой припасов с судна снабжения «Танненфельс» (Tannenfels). Внезапно из тумана показался сухогруз (8:52). Это был «Стивен Хопкинс» — американский транспорт типа «Либерти», следовавший под балластом из Кейптауна в Парамарибо. На сигнал к остановке транспорт не ответил и «Штир» немедленно открыл огонь (8:55). «Хопкинс» имел одно орудие 102-мм против шести 150-мм орудий рейдера и значительно уступал последнему в скорости хода. Тем не менее, транспорт вступил в бой. В результате 20-минутной перестрелки на дистанции менее 2 миль, «Стивен Хопкинс» лег в дрейф и вскоре затонул (около 10:00). «Штир» получил столь тяжелые повреждения, что капитан принял решения оставить судно. Команда рейдера перешла на «Танненфельс», а корабль был взорван (11:40). Из 56 человек, находившихся на борту «Хопкинса», 37 погибли в бою, включая капитана. 19 выживших более месяца дрейфовали в шлюпке, пока не достигли побережья Бразилии, пройдя под парусом путь более 2000 миль; четверо умерли по дороге.
Капитан «Штира» в отчете о столкновении указал, что вел бой с «хорошо вооруженным рейдером», который, по его мнению, имел по меньшей мере 7 крупных орудий. Это заключение он сделал на основании плотности огня со стороны «Стивена Хопкинса».

### Результаты
Потопленные суда:
| Дата             | Судно            | Тип                      | Страна              | Тоннаж,брт | Груз          | Примечание                                          |
| ---------------- | ---------------- | ------------------------ | ------------------- | ---------- | ------------- | --------------------------------------------------- |
| 4 июня 1942      | Gemstone         | транспорт                | Флаг Великобритании | 4986       | железная руда | потоплено торпедой                                  |
| 6 июня 1942      | Stanvac Calcutta | танкер                   | Флаг Панамы         | 10 170     |               | потоплено торпедой после артиллерийской перестрелки |
| 9 августа 1942   | Dalhousie        | транспорт                | Флаг Великобритании | 7250       |               | потоплено торпедой после артиллерийской перестрелки |
| 27 сентября 1942 | Stephen Hopkins  | Транспорт, тип «Либерти» | Флаг США            | 7181       | пшеница       | потоплено артиллерией в бою                         |

Общий тоннаж потопленных и захваченных «Штиром» судов составляет около 29 000 брт.